# Колорадо (река у Тексасу)
Колорадо (енгл. Colorado River) је река која протиче кроз САД. Дуга је 1.560 km. Протиче кроз америчку савезну државу Тексас. Улива се у Мексички залив.